# Prva Srpska Televizija
Prva Srpska Televizija, o Prva, es un canal de televisión privado de Serbia, perteneciente a Kopernikus Corporation. Se trata de un canal generalista que emite informativos, programas de entretenimiento y series.

## Historia
En un concurso público organizado por la Agencia de Radiodifusión de Serbia, News Corporation obtuvo una licencia para lanzar su canal de televisión. RTL Group y Central European Media Enterprises no lograron obtener una frecuencia nacional en Serbia. Dan Bates fue nombrado director general.
Unos meses después, el 6 de septiembre de 2006, Fox inició emisiones en pruebas, que consistía únicamente en el logotipo de Fox superpuesto. Tres días después, el 9 de septiembre de 2006 a las 20:00, se emitió el primer programa, un documental de 45 minutos de duración, tras el cual se volvió a mostrar el logotipo. Este programa continuó durante los diez días siguientes, con telenovelas, películas, vídeos musicales, partidos de la EuroCup y el programa de entrevistas croata Sanja.
El canal inició sus emisiones oficiales como Fox el 31 de diciembre de 2006, con una programación basada en series estadounidenses, como ALF, The Bold and the Beautiful o One Tree Hill, así como de Danas, sus informativos, estrenados el mismo día del inicio de emisiones del canal. Danas empezó a emitir a las 19:00 desde un estudio improvisado, y estuvo marcada por una conexión fallida desde el estudio de Fox News en Bagdad y una grabación de vídeo en la que el presidente de News Corporation, Rupert Murdoch, felicita a los ciudadanos de Serbia desde el estudio. Los presentadores fueron Zoran Baranac y Jovana Jakić. También se estableció un sistema de información de Fox con emisoras locales en toda Serbia, permitiendo un acceso más rápido y sencillo a las noticias locales.
Desde su creación, Fox era el canal de televisión generalista serbio menos visto. Con el tiempo, su posicionamiento fue mejorando. Así, se convirtió en la cadena de televisión que más rápido crecía en términos de audiencia, hasta ocupar el cuarto lugar, y en algunos períodos el tercero, detrás de RTS 1, Pink TV y B92, y por delante de RTS 2, TV Avala y Happy.
Fox alcanzó su mayor índice de audiencia el 14 de febrero de 2009, cuando se emitió la final del reality show Survivor, con un 27% de audiencia.
En el primer semestre de 2009, Fox superó oficialmente a B92 y se convirtió en el tercer canal de televisión nacional en términos de audiencia, con una cuota de pantalla del 7,9 %. En el segundo semestre, cayó al cuarto puesto, con el inicio de una nueva temporada del reality show Big Brother en B92.
El propietario mayoritario de Fox (49%, ya que la ley serbia no permite que una empresa extranjera tenga una participación mayor), Rupert Murdoch y News Corporation planearon vender su participación de Fox a finales de 2008. Además del canal serbio, se venderían otros canales de televisión en Europa del Este. 
El 20 de agosto de 2009, Fox implementó medidas masivas de reducción de costos. La medida tuvo el mayor impacto en la división de noticias de la cadena, donde el 60% de los empleados (personal de radio y técnico) fueron despedidos. En la misma ocasión, la cadena canceló el programa matutino de noticias Fox 900 sekundi, que llevaba menos de un año en antena. El portavoz de Fox afirmó que los despidos se debieron a las "consecuencias financieras de la crisis económica". En total, alrededor de sesenta empleados a tiempo completo de Fox, incluyendo a la jefa de la división de noticias, Tanja Vidojević, fueron despedidos, así como decenas de contratistas como parte de las medidas de reducción de costos en los activos de News Corp a nivel mundial durante la primavera y el verano de 2009, tras las fuertes pérdidas reportadas por News Corp a principios de año.
News Corporation y Antenna Group anunciaron a finales de 2009 que habían llegado a un acuerdo para transferir los derechos fundadores a Fox, ya que la ley serbia no permite la venta de televisión, para que la corporación se concentrara en mercados más prioritarios. En febrero de 2010, se anunció que News Corporation vendería el 100% de su propiedad en bTV por aproximadamente 400 millones de dólares. Se estima que la deuda de Fox Television en ese momento era de aproximadamente 5 millones de euros.
Desde que Antenna Group se convirtió en propietario de Fox a finales de 2009, no se sabía cuál sería el futuro nombre del canal de televisión. En abril de 2010, se anunció que Dan Bates regresaría a los Estados Unidos por razones personales y que sería reemplazado como director ejecutivo de Fox por Dejan Jočić. Entre abril y mayo, se especuló que el canal de televisión cambiaría su nombre, muy probablemente a Prva Srpska Televizija. A principios de agosto, los medios informaron del plan de Fox de cambiar su nombre a Prva Srpska Televizija, o Prva TV para abreviar, a partir del otoño. A principios de septiembre, se anunció que el canal adoptaría un nuevo nombre a partir del 20 de septiembre de 2010. Dado que la ley serbia no permite que un canal de televisión cambie su nombre, se le permitió usar el acrónimo PST o el nombre Prva TV para promoción en pantalla y fuera de ella. 
El 20 de septiembre de 2010, Fox cambió su nombre a Prva. Desde entonces, el canal fue adquiriendo más concursos de telerrealidad y series que lograron tener éxito en el canal, como Prvi Glas Srbije, X Factor Adria, Survivor o Yaprak Dökümü. Sin embargo, con la llegada de Dragan Nenadović como director de Prva, los concursos de telerrealidad fueron suprimidos, aunque se estrenaron programas como Tvoje Lice Zvučni Poznato o Zvezde Granda.
En 2012, se estrenó Prva CG, la filial montenegrina de Prva.
A principios de diciembre de 2018, Antenna Group anunció su retirada de los mercados serbio y montenegrino y la adquisición por parte de Kopernikus Corporation de Prva, Prva CG, B92, Radio Plej, y canales de televisión por cable de Prva por 180 millones de euros.
A mediados de mayo de 2019, Kopernikus Corporation y Manja Grčić, entonces directora general de Prva, terminaron mutuamente su cooperación, y el propietario de Kopernikus Corporation, Srđan Milovanović, se convirtió en el director general de Prva.
SBB, un operador de cable propiedad de United Media, informó a sus clientes que no ofrecería Prva, B92 y los canales de cable Prva Plus, Prva World y Prva Kick a partir del 28 de octubre de 2022 debido a una oferta 1000% mayor y que los reemplazaría con canales de producción propia, canales extranjeros y un canal propiedad de Željko Mitrović, propietario de TV Pink. Grand Production firmó un contrato con RTV Pink para transferir el programa Nikad nije zasno a ese canal de televisión. Sin embargo, después de un intercambio de duras declaraciones entre los medios controlados por United Group (N1, Danas, Nova) y Kopernikus Corporartion (Prva, B92), el día en que Prva y B92 debían ser retirados de la oferta, se produjo una reversión. Prva y B92 siguen en emisión, al igual que los canales de cable de Prva, que anteriormente ofrecía SBB.
El 4 de septiembre del 2023, Prva anunció una nueva imagen corporativa que se adoptaría oficialmente el 11 de septiembre. Además, se confirmó que el programa Masterchef Srbija comenzaría a emitir, marcando la primera emisión del programa en Serbia, así como el regreso de los programas culinarios a Prva después de siete años. Como parte de la nueva imagen corporativa, también se anunciaron nuevos logotipos para sus canales de cable (Prva Plus, Prva Max, Prva World, Prva Kick, Prva Life y Prva Files), así como nuevos logotipos para sus programas de noticias como Vesti, 150 Minuta y Jutra.
En julio de 2025, se anunció que los programas Zvezde Granda, Zvezde Granda Special y Praktićna žena se emitirían en Prva después de tres años. El mismo mes, se abrieron las solicitudes para una nueva temporada del programa musical Hajde da se volimo, dos años después de que se emitiera la primera temporada en RTS.

## Programación
- 150 минута
- 150 секунди
- Вајс
- Вести
- Домаћин
- Досије
- Евро пулс
- Жариште
- Иза решетака
- Јутро
- На месту злочина са Машаном
- Ноћни журнал
- Спортски дневник
- 48 сати свадба
- 100 људи 100 ћуди
- Ана и Ракоњац
- Ауто мото show
- Бинго
- Ексклузив
- Експлозив
- Жене
- Звезде Гранда
- Плес са звездама
- Твоје лице звучи познато
- 4 руже
- 12 речи
- Азбука нашег живота
- Андрија и Анђелка
- Аси
- Аурора
- Бандини
- Беса
- Бруско

## Imagen corporativa

2006 - 2010
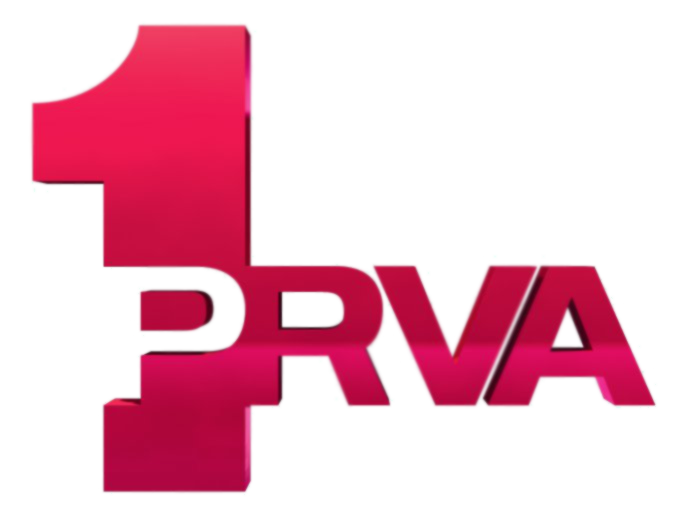
2010 - 2015
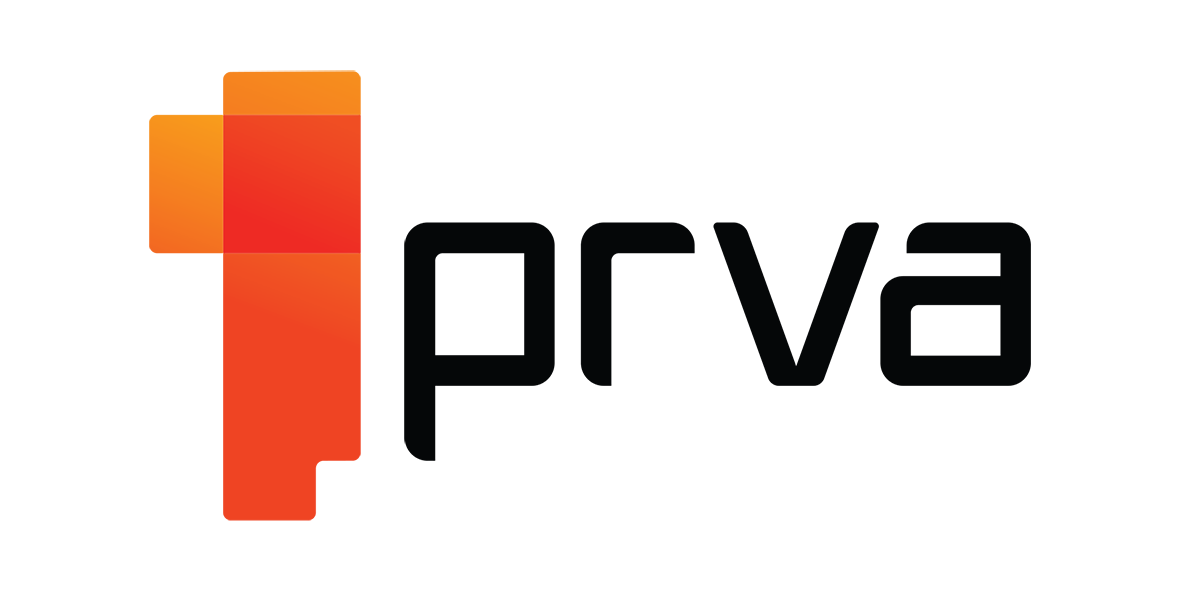
Desde 2023